# Володарск
Володарск (рус. Володарск) град је у Русији у Нижњеновгородској области. Према попису становништва из 2010. у граду је живело 9928 становника.

## Становништво
| 1939.  | 1959.  | 1970.  | 1979.  | 1989.  | 2002.  | 2010. |
| ------ | ------ | ------ | ------ | ------ | ------ | ----- |
| 12.900 | 13.195 | 12.748 | 12.354 | 11.034 | 10.989 | 9.928 |